# Траян Лауренціу-Христя
Траян Лауренціу-Христя (рум. Traian Laurentiu Hristea, * 5 березня 1970, Одобешть, повіт Вранча, Румунія) — румунський дипломат. Надзвичайний і Повноважний Посол Румунії в Україні (2005—2010).

## Життєпис
Народився 5 березня 1970 року в Одобешть, повіт Вранча, Румунія. У 1995 році здобув ступінь з монголознавства, Національний державний університет Монголії; У 1996 році здобув ступінь бакалавра економіки, Економічна академія (університет) Бухарест, Румунія. З 2003 року вивчав сучасну історію Румунії в контексті міжнародних відносин, дослідження в галузі міжнародних відносин, Університет OVIDIUS, Констанца, Румунія. Володіє англійською, російською, французькою, монгольською, італійською, німецькою, українською мовами.
З 1995 року на дипломатичній роботі в Міністерстві закордонних справ Румунії.
У 1995—1997 рр. — координатор відділу інформації Директорату ЄС Міністерства закордонних справ Румунії.
У 1997—1998 рр. — аташе Посольства Румунії в Республіці Білорусь, Мінськ.
У 1998 році співробітник Директорату політики ЄС Міністерства закордонних справ Румунії.
У 1998—2000 рр. — офіцер з питань політики та ЗМІ, Місія ОБСЄ в Таджикистані (нині Центр ОБСЄ в Душанбе).
У 2000—2004 рр. — секретар Постійного представництва Румунії при міжнародних організаціях у Відні.
У 2004—2005 рр. — директор Департаменту з політики розширення Європи та Республіки Молдови Міністерства закордонних справ Румунії.
З 04.10.2005 по 2010 рр. — Надзвичайний і Повноважний Посол Румунії в Україні.
У 2010—2011 рр. — директор Управління прогнозування та політики планування Міністерства закордонних справ Румунії.
З 3 серпня 2011 року — голова представництва ЄС у Вірменії.
З 24 липня 2017 року — голова Представництва Європейського Союзу в Казахстані.

## Нагороди
- Георгієвська медаль «Честь. Слава. Праця» IV ступеня.
- Лицар Національного ордена «За вірну службу»
- Лицар ордена «За дипломатичні заслуги»